# Colin Powell
Colin Luther Powell (New York, 5 april 1937 – Bethesda (Maryland), 18 oktober 2021) was een Amerikaans militair die de Chairman of the Joint Chiefs of Staff was van 1989 tot 1993 onder presidenten George H.W. Bush en Bill Clinton. Eerder was hij van 1987 tot 1989 nationaal veiligheidsadviseur onder president Ronald Reagan. Van 2001 tot 2005 was hij als Republikein minister van Buitenlandse Zaken onder president George W. Bush. Hij was de eerste Afro-Amerikaan die deze positie bekleedde.

## Levensloop
Powell groeide op in de South Bronx in New York in een gezin van Jamaicaanse migranten. 

### Militaire loopbaan

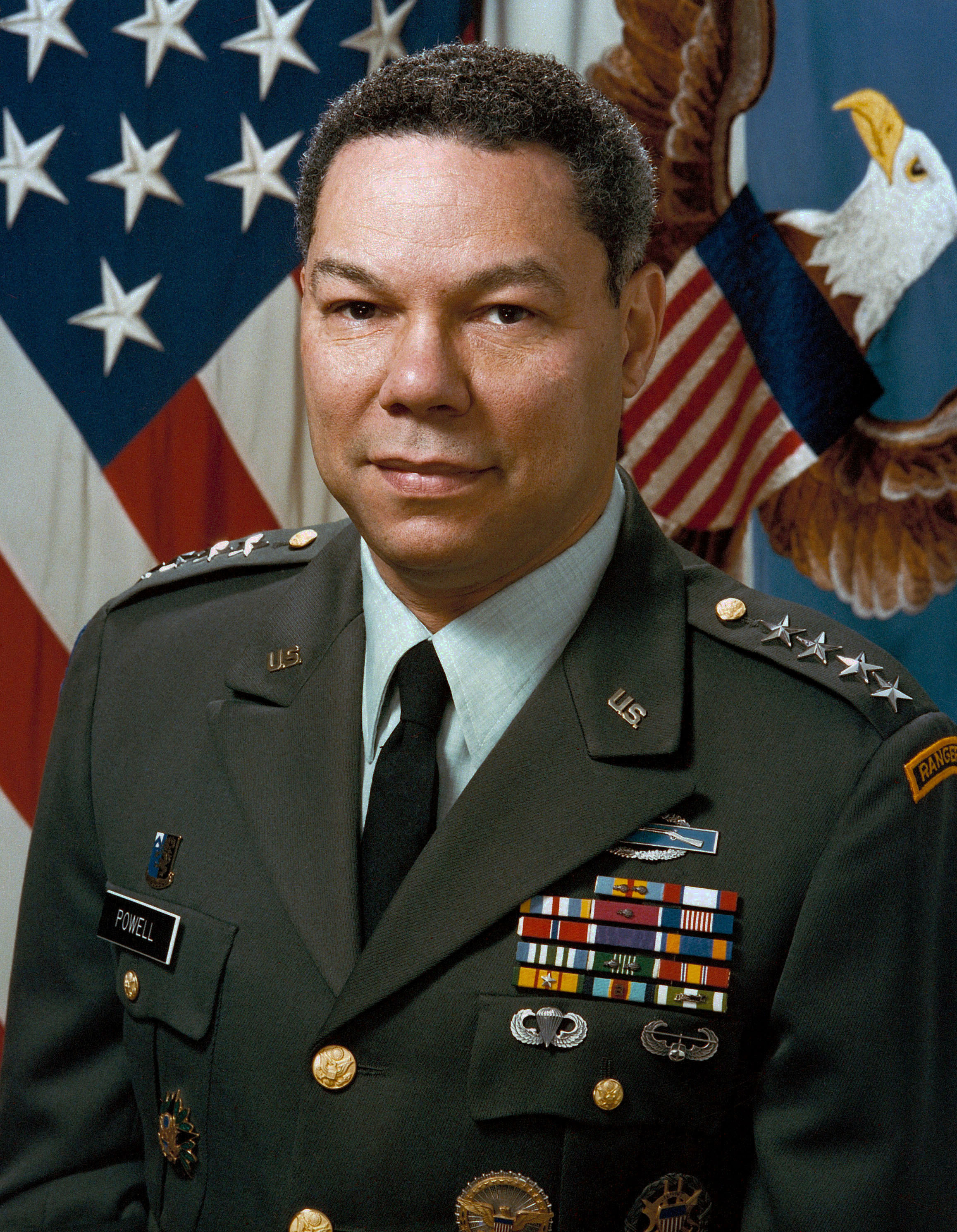
Generaal Colin Powell in 1989

Colin Powell nam in 1958 dienst in het Amerikaanse leger en deed achtereenvolgens dienst in West-Duitsland (1959-1962) en Vietnam (1962-1963 en 1968-1970). Daarna deed hij van 1972-1973 dienst in de militaire staf van het Witte Huis, waarna hij werd overgeplaatst naar Korea, alwaar hij dienstdeed als bataljonscommandant. Na een plaatsing als brigadecommandant bij de 101st Airborne Division werd Powell van 1983 tot 1986 militair assistent van minister van Defensie Caspar Weinberger. In deze functie was hij nauw betrokken bij de invasie van Grenada op 25 oktober 1983.
Na minder dan een jaar als commandant van het Amerikaanse Ve legerkorps in West-Duitsland was Powell van 1987 tot 1989 nationaal veiligheidsadviseur van president Ronald Reagan. Na acht maanden als commandant van Forces Command kreeg hij op 1 oktober 1989 de hoogste militaire functie in de Amerikaanse krijgsmacht: chef van de gezamenlijke stafchefs. In deze functie speelde hij een grote rol in Operatie Just Cause (de gevangenneming van de Panamese dictator Manuel Noriega) en de Golfoorlog (1990-1991). Hij drong aan op de mobilisatie van een overweldigende troepenmacht, alvorens Saddam Hussein uit Koeweit te verdrijven. Op 30 september 1993 ging hij met pensioen, om vervolgens in de politiek te gaan.
Over zijn legertijd schreef hij in 1995 zijn memoires: My American Journey.

### Tijdlijn
- Generaal: 1989
- Luitenant-generaal: 1986
- Generaal-majoor: 1983
- Brigadegeneraal: 1979
- Kolonel: 1976
- Luitenant-kolonel: 1970
- Majoor: 1966
- Kapitein: 1962
- Eerste luitenant: 1959
- Tweede luitenant: 1958

### Politieke loopbaan
In 1996 werd hij door de Republikeinen gevraagd als presidentskandidaat, maar hij weigerde.
Van 2001 tot 2005 was Powell minister van Buitenlandse Zaken, in de eerste termijn van president George W. Bush. Condoleezza Rice, de toenmalige nationale veiligheidsadviseur, volgde hem op.
Hoewel Powell een van de meest gematigde personen in deze neoconservatieve regering was, wordt ook hij gezien als mede-aanjager van de strijd tegen terrorisme en de oorlogen tegen Afghanistan (2001) en Irak (2003). Anderen zien hem echter als de persoon die de invloeden van 'haviken' als Donald Rumsfeld en Paul Wolfowitz wist in te perken. Hij drong lang aan op meer diplomatie en wapeninspecties, maar verloor die interne strijd.

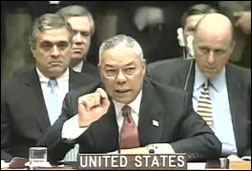
Toespraak van minister Powell bij de Verenigde Naties in 2003 over Irak.

Op 5 februari 2003 hield minister Powell zijn befaamde toespraak voor de Verenigde Naties om er de komende oorlog met Irak te verdedigen door bewijzen voor te leggen dat de Iraakse president Saddam Hoessein over massavernietigingswapens beschikte. Later bleken die bewijzen vals te zijn en in een interview na zijn aftreden noemde Powell die passage "grootste misstap uit zijn leven".
Powell meldde op 19 oktober 2008 in het televisieprogramma Meet the Press dat hij de Democratische presidentskandidaat Barack Obama steunt. Powell stelde te weinig vertrouwen te hebben in Republikeins presidentskandidaat John McCain, die volgens hem toegaf aan de radicale vleugel van de Republikeinse Partij door Sarah Palin als running-mate te kiezen. Powell zou in de drie volgende presidentsverkiezingen steeds zijn steun uitspreken voor Democratische kandidaten. 
Toen hem na zijn aftreden opnieuw specifiek werd gevraagd of er banden waren tussen Saddam Hoessein en al-Qaida, antwoordde Powell: "Ik heb nog nooit een bewijs van banden gezien tussen Saddam Hoesein en al-Qaida. ... Ik kan niets anders concluderen, want ik had nog nooit bewijs gezien om te suggereren dat er banden waren."
Een maand voor de midterm verkiezing 2018 had Powell samen met zijn voorgangster Madeleine Albright een interview met CNN-presentator Fareed Zakaria in diens speciale 2e lustrum-uitzending van het programma GPS. Op gematigde toon sprak hij er zijn treurnis over uit dat onder twee jaar kabinet-Trump I tal van waarden en kwaliteiten, die hem trots maakte om zijn land te dienen, dreigen te verpulveren. Hij wijst op de eerste drie woorden van de Grondwet, die "We the People" luiden, en niet "Me the President". Het is voor hem als oud-diplomaat nauwelijks te geloven dat de president van de V.S. zijn Afrikaans-Amerikaanse landgenoten beledigt, dat hij vrouwen beledigt, dat hij de vrije pers de "vijand van het volk" noemt, dat hij zijn traditionele bondgenoten beledigt, een "Koude Oorlog" met wereldmacht China uitlokt, en dat hij de Russische president Poetin blijft vleien.

### Privéleven

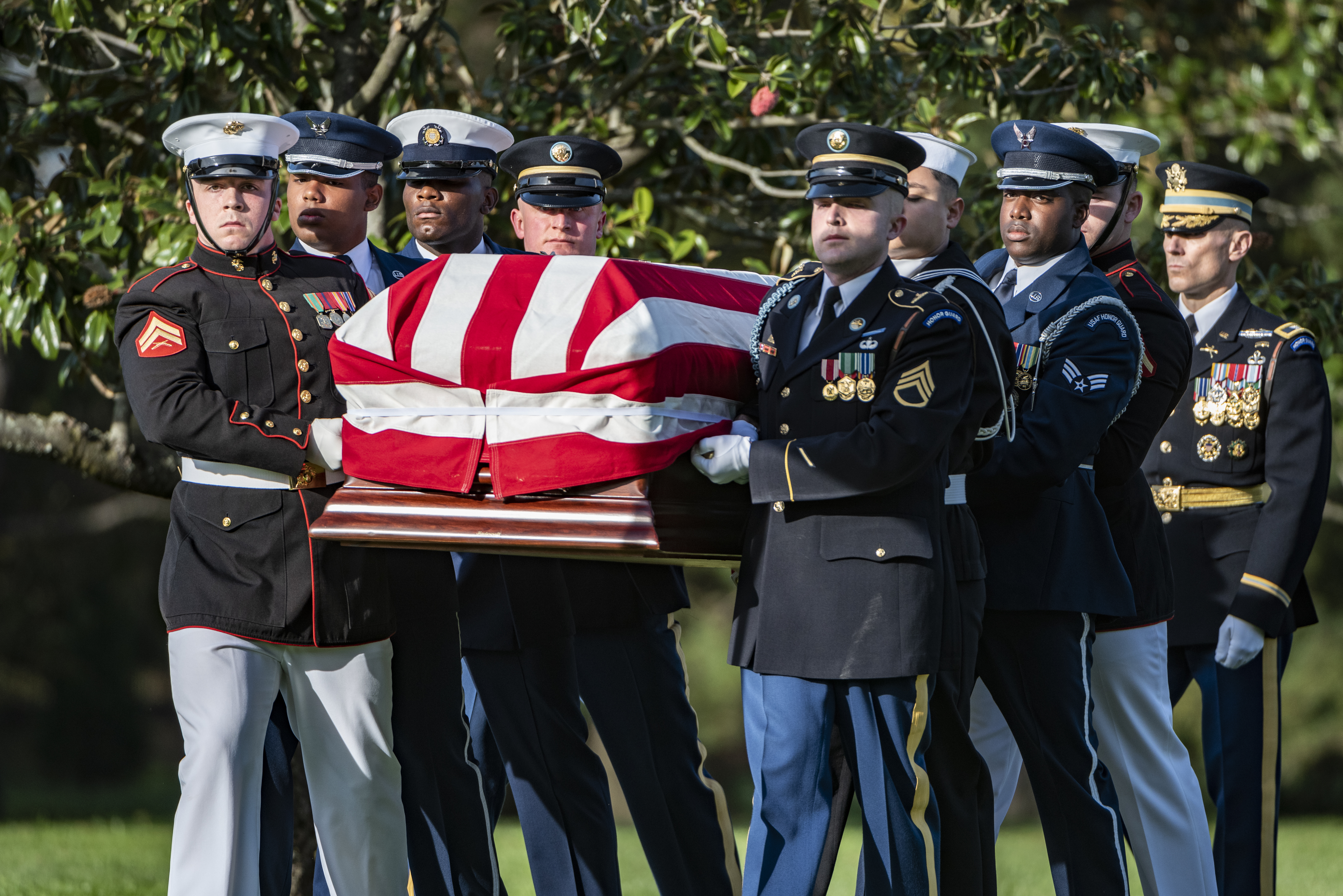
De kist van Powell wordt gedragen door dragers van de Armed Forces tijdens zijn begrafenis op 5 november 2021.

Powell was sinds 1962 getrouwd en kreeg uit dat huwelijk een zoon en twee dochters.
Op 18 oktober 2021 overleed Powell op 84-jarige leeftijd in het Walter Reed National Military Medical Center aan de gevolgen van COVID-19. Hij was volledig gevaccineerd tegen het virus, maar de voormalig minister leed aan bloedkanker die zijn immuunsysteem had aangetast.

## Decoraties
- Defense Distinguished Service Medal met drie Oak Leaf Clusters
- Distinguished Service Medal (Army) met één Oak Leaf Clusters
- Defense Superior Service Medal
- Legioen van Verdienste met één Oak Leaf Clusters
- Bronze Star met Valor device
- Purple Heart
- Air Medal
- Joint Service Commendation Medal
- Presidential Citizens Medal
- Presidential Medal of Freedom in 1991
- Presidential Medal of Freedom in 1993
- National Defense Service Medal
- Army Service Ribbon
- Army Overseas Service Ribbon met award cijfer 4
- Vietnam Service Medal
- Orde van Skanderbeg
- Ridder Commandeur in de Orde van het Bad op 30 september 1993[6]
- Grootkruis in het Legioen van Eer
- Meritorious Service Cross
- Orde van Stara Planina in de Eerste Orde
- Kruis voor Dapperheid
- Gevechtsbadge Infanterist
- Expert gevechtsbadge Infanterist
- Ranger tab
- Parachutisten Badge (United States)
- Pathfinder Badge (United States)
- Air Assault Badge
- Presidentiële Service Badge
- Office of the Secretary of Defense Identification Badge
- Army Staff Identification Badge
- Office of the Joint Chiefs of Staff Identification Badge

- Bibsys: 8007299
- Biblioteca Nacional de Chile: 000100467
- Biblioteca Nacional de España: XX1626416
- Bibliothèque nationale de France: cb12496187m (data)
- Catàleg d'autoritats de noms i títols de Catalunya: 981059740315806706
- CiNii: DA09456895
- Gemeinsame Normdatei: 119077817
- International Standard Name Identifier: 0000 0001 0858 8433
- Library of Congress Control Number: n87926095
- Nationale Bibliotheek van Letland: 000204727
- MusicBrainz: 0b037f31-163e-4538-9ed6-550950a3dc12
- National Archives and Records Administration: 10571551
- Bibliotheek van het Japanse parlement: 00515602
- Nationale Bibliotheek van Tsjechië: jo2003163174
- Nationale bibliotheek van Australië: 35511980
- Nationale Bibliotheek van Israël: 987007439632405171
- Nationale Bibliotheek van Polen: a0000002006292
- Nationale en Universitaire bibliotheek Zagreb: 000385552
- Nederlandse Thesaurus van Auteursnamen: 144500582
- Istituto Centrale per il Catalogo Unico: RAVV096570
- SNAC: w6nd6s13
- Système universitaire de documentation: 073950408
- Trove: 979921
- Virtual International Authority File: 79113153
- WorldCat: E39PBJjHk639M9wYjK9k4fJkXd

Jefferson ·
Randolph ·
Pickering ·
Marshall ·
Madison ·
Smith ·
Monroe ·
Adams ·
Clay ·
Van Buren ·
Livingston ·
McLane ·
Forsyth ·
Webster ·
Upshur ·
Calhoun ·
Buchanan ·
Clayton ·
Webster ·
Everett ·
Marcy ·
Cass ·
Black ·
Seward ·
Washburne ·
Fish ·
Evarts ·
Blaine ·
Frelinghuysen ·
Bayard ·
Blaine ·
Foster ·
Gresham ·
Olney ·
Sherman ·
Day ·
Hay ·
Root ·
Bacon ·
Knox ·
Bryan ·
Lansing ·
Colby ·
Hughes ·
Kellogg ·
Stimson ·
Hull ·
Stettinius ·
Byrnes ·
Marshall ·
Acheson ·
Dulles ·
Herter ·
Rusk ·
Rogers ·
Kissinger ·
Vance ·
Muskie ·
Haig ·
Shultz ·
Baker ·
Eagleburger ·
Christopher ·
Albright ·
Powell ·
Rice ·
Clinton ·
Kerry ·
Tillerson ·
Pompeo ·
Blinken